# Antonio Bosch Conde
Antonio Bosch Conde (Alicante, 12 de mayo de 1972) es un editor y escritor español multidisciplinar. 

## Biografía
Escritor alicantino afincado en Valencia, Antonio Bosch Conde, diplomado en Ciencias Empresariales por la Universidad de Valencia, es un autor literario de difícil encuadre, entregado a todos los modos de expresión posible, ha escrito novela, relato corto, artículo de opinión, teatro, ensayo literario, cuento, canción y poesía.
En 2011, coincidiendo con la celebración de la 42.ª edición de la Feria del Libro de Valencia, publica "Sístole y Diástole", novela de calado detectivesco, con la amistad, el amor y la intriga de trasfondo. En 2013 se edita "Bailando un tango quebrado", que se presenta por primera vez en la 72.ª Feria del libro de Madrid. En ese mismo año salieron a la luz, la novela corta "En blanco y negro" y  las obras de micro-teatro “Carolina, pasado, presente y futuro”, “El ladrón de nombres” y "Adán y Ella". En 2014 editó su libro de poemas "Ensoñaciones" y también la novela erótico-detectivesca "El sueño de Sade". En 2015 participó en "Cómo ser escritor y no morir en el intento", compendio de anécdotas de varios autores, presentado en las Jornadas literarias Villa del Piñón en Pedrajas de San Esteban (Valladolid). En 2017 participa en la antología poética de autores del sureste español "Miradas desde la experiencia". También en 2017 sale a la luz su segundo poemario, "El corazón del pirata". En 2018 publica la biografía deportiva "Pepe Vaello, una vida junto al Valencia CF" y en 2019 el cuento infantil "Braqui ojos azules" (ilustrado por Herminia Esparza) y su versión en valenciano "Braqui ulls blaus". 2020 es el año en que sale publicado "Tirant, caballero del tiempo", novela que juega con un viaje en el tiempo del caballero ideado por el otro escritor valenciano, Joanot Martorell.
Ha sido en la revista digital "NO - Nuevas Opiniones" en la que ha participado con cuentos satíricos y artículos de opinión. Durante tres temporadas (2012 - 2014) ha dirigido el programa radiofónico "Emboscados", emitido a través de las ondas de Radio Godella. También ha participado en el programa radiofónico de Paco Cremades, "Todo irá bien" en la 99.9FM Valencia Radio y también en Plaza Radio
Colaborador habitual de la Asociación Ágora Puerto Cultural, en junio de 2011 fue ponente en el primer encuentro de Novela Negra en la Comunidad Valenciana. En 2012 presentó la Tercera Mostra Jove de Génere Negre y participó en la Conferencia de Novela Negra celebrada dentro del ciclo Novembre Negre. Repite participación en 2013.
Además, ha intervenido en diferentes congresos y encuentros literarios, como las Jornadas Literarias de la Comarca de la Sierra de Albarracín en noviembre de 2013, el Congreso Nacional de literatura de Güímar (Tenerife) en mayo de 2014, el encuentro literario de la Villa del Libro en Urueña (Valladolid) en junio de 2014, o el Festival Morvedre Crea, en octubre de 2014. En marzo de 2015 participa en una exitosa gira sobre novela romántica y erótica a lo largo de toda la isla de Tenerife, cerrando dicha gira con el Congreso de literatura erótica en la Orotava, junto a los escritores Juan Martín Salamanca, Dioni Arroyo Merino y Megan Maxwell. En este mismo mes de marzo también participó en las primeras jornadas literarias "Villa del Piñón" celebradas en la localidad vallisoletana de Pedrajas de San Esteban. En noviembre de 2015 fue uno de los escritores invitados en el I Cylcon, festival de fantasía, ciencia ficción, terror y demás, de Valladolid. En marzo de 2017 moderó y participó en el I Congreso de novela en Valencia. En junio de ese mismo año formó parte del encuentro de poetas del sureste, celebrado en Cehegín (Murcia), repitiendo también en la edición de 2018.
Entre otros reconocimientos, ha sido Ganador del Premio Literario Éride Ediciones 2014.

## Obras
Novela
- Sístole y Diástole (Brosquil Edicions, 2011) (Éride Ediciones, 2013)[13]
- Bailando un tango quebrado (Éride Ediciones, 2013)[14]
- En Blanco y Negro (Pentagraf Editorial, 2013)
- El sueño de Sade (Éride Ediciones, 2014)
- Tirant, caballero del tiempo (Editorial Sargantana, 2020)

Poesía
- Ensoñaciones (VdB, 2014)
- El corazón del pirata (Editorial Samaruc, 2017)[15]

Biografía
- Pepe Vaello, una vida junto al Valencia CF (Editorial Samaruc, 2018)[16]

Cuento infantil
- Braqui ojos azules (Editorial Samaruc, 2019)[17]
- Braqui ulls blaus (Editorial Samaruc, 2019)[17]

Participaciones
- Cómo ser escritor y no morir en el intento (Éride Ediciones, 2015)
- Miradas desde la experiencia, antología poética (Editorial Letra impar, 2017)

Música
- Tango quebrado[18] (Letra. Complemento musical a la novela "Bailando un tango quebrado")

Microteatro
- Carolina, presente, pasado y futuro (musical)
- El ladrón de nombres (infantil)
- Adán y Ella.

## Premios y menciones
- Finalista del concurso de microrrelatos de la Cadena Ser en Madrid 2012.[19]
- Ganador del Premio de literatura Éride Ediciones 2014.[12]